# Elias Bomelius
Elias Bomelius (auch Eliseus; Licius; russisch Елисей Бомелий Yelisey Bomeliy) (* um 1540/42 in Wesel, Herzogtum Kleve; † 1579 in Moskau, Zarentum Russland) war ein Arzt und Astrologe, der in England und Russland wirkte.

## Leben

### Wittenberg
Der Sohn Elias des protestantischen, aus dem Gelderland stammenden Moerser (1536–1542), Weseler (1542–1559), Friemersheimer (1560–1568) und Duisburger (1568–1570) Lehrers und Pfarrers Hendrik Bakker van Bommel wurde am 3. Oktober 1556 als „Heliseus Bomelius Wesaliensis“ in Wittenberg (Leucorea) immatrikuliert. Bomelius veröffentlichte als Wittenberger Student 1557 ein Weihnachtsgedicht und ein Gedicht über die Osterfreude, 1559 eine Festschrift zur Hochzeit seines Kommilitonen Anton Bauer (Agricola) sowie eine Beschreibung des Gartens von Graf Hermann von Neuenahr und Moers d. J., die er dem Medizin-Dozenten Johann Hermann widmete. Philipp Melanchthon soll die Bildung und Frömmigkeit des „Elisaeus“ in persönlichen Briefen (in familiar letters) gerühmt haben. An den Weseler Stadtrat schrieb Melanchthon Anfang 1559: „Durch Gottes gnad sind die Ewrn alle, Bernhardus a Schoel vnd Elisaeus, christlicher sitte ynd studiren löblich“. Bomelius’ Studium wurde von seinem „hoch zu verehrenden Mäzen“ Adolph Bars genannt Olisleger († zwischen 1565 und 1575, wohl um 1565 kinderlos in Duisburg), dem einzigen Sohn des klevischen Rates und Kanzlers Heinrich Bars genannt Olisleger (* vor 1500; † 1575) aus Wesel und der Margaretha Rinck, einer Tochter des Kölner Bürgermeisters Adolf Rinck, finanziell unterstützt, als sein Vater 1557 die Pfarrstelle in Wesel verlor.

### Cambridge und London
Bomelius zog um 1560 nach England und erwarb – gefördert durch die ehemaligen marianischen Exulanten Katherine Duchess of Suffolk (Mutter von Peregrine Bertie, der in Wesel von Hendrik van Bommel getauft worden war) und John Bale, der in Wesel Bücher hatte drucken lassen – ein medizinisches Doktorat in Cambridge. 1564 wohnte er im Londoner Pfarrbezirk St Michael-le-Querne und heiratete (am oder vor dem 18. Juli) Jane Richards (* um 1540/45; † nach 1588).
Gervase Markham berichtete 1615 bzw. 1631, er habe dem Kapitel Houshold Physicke seines Buches The English Housewife ein medizinisches Manuskript „for the curing of those ordinary sicknesses wich daily pertube the health of men and Women“ von Dr. Burket (Burcot = Burchard  Kranich) und Dr. Bomelius zugrunde gelegt, das die beiden einer „great worthy Countess of this land“ übergeben hätten.
Für die Jahre 1567 und 1568 veröffentlichte Bomelius astrologisch aufgestellte Vorhersagen der Ereignisse in London, wobei er besonders von der Sonnenfinsternis am 9. April 1567 schreckliche Unwetter und Seuchen erwartete. Er soll 1567 kurze Zeit im Haus von John Lumley, 1st Baron Lumley (* um 1533; † 1609), gelebt haben. Im selben Jahr wurde er auf Veranlassung von Thomas Francis († 1574), dem Präsidenten des College of Physicians, in England unter dem Vorwurf der Ausübung der Medizin ohne Lizenz des Collegiums inhaftiert. Das Medizinerkollegium forderte für seine Freilassung 20 £ Lizenzgebühr, 15 £ Kostgeld und 100 £ Strafgebühr, die Bomelius nicht zahlen konnte. Bomelius warf Francis mangelhafte Kenntnisse in Latein und der Astronomie vor, nahm die Kritik aber später wieder zurück. Aus der Haft beantragte er 1568 als „M. D. of Cambridge“ erfolglos seine Inkorporation in Oxford. Erzbischof Matthew Parker von Canterbury und der königliche Sekretär William Cecil, 1. Baron Burghley korrespondierten im April 1570 über eine skurrile astrologische Unheils-Prophezeiung Bomelius’, die im Privy Council (Thronrat) beraten werden sollte. Mit Hilfe des russischen Botschafters (legatus Ruthenicus) in England Andrei Grigorjewitsch Sawin (Saurin) konnte Bomelius das Gefängnis schließlich im Sommer 1570 verlassen und mit seiner Frau nach Russland ausreisen.

### Leibarzt des Zaren in Moskau
Von Iwan dem Schrecklichen wurde er nach einer Tätigkeit als Leibarzt und angeblicher Giftmischer für den Zaren in Moskau als „Magier“ und Verschwörer verhaftet. Er wurde mitten im Livländischen Krieg in Pskow aufgegriffen, als er sich mit Wertgegenständen über Riga nach Wesel absetzen wollte und verschlüsselte Briefe mit sich führte. Bomelius wurde der Konspiration mit Erzbischof Leonidas von Nowgorod und Pskow († 1575), Johann III. von Schweden, Prinz Magnus von Dänemark, König Stefan Báthory von Polen-Litauen und anderen beschuldigt. Er starb in einem Moskauer Gefängnis an den Folgen grausamer Folter, die vom Zarewitsch Iwan geleitet wurde, nachdem er schließlich auf Befehl Zar Iwans IV. zu Tode geröstet worden war.
Bomels Witwe Jane Richards durfte, nachdem Königin Elisabeth I. sich beim Zaren brieflich für „Jelissejewa, die Ehefrau des Doktors“ (Елисеева жена Доктора) eingesetzt hatte, 1583 mit dem englischen Botschafter Jerome Bowes († 1616) nach England zurückkehren. Sie heiratete 1586 in zweiter Ehe Thomas Wennington (Wyningstone) († nach 1587).

## Rezeption
„Jelissei Bomeli“ (Eliseus Bomelius, Елисей Бомелий), Leibarzt des Zaren, ist eine Figur (Tenor) der Oper Die Zarenbraut (russisch Царская невеста Zarskaja newesta) von Nikolai Andrejewitsch Rimski-Korsakow nach der gleichnamigen historischen Tragödie (1849) von Lew Alexandrowitsch Mei.
In dem Roman Harald und Elsbeth oder das Zeitalter Johanns des Schrecklichen von Wilhelm von Oertel nimmt Doktor Bomelius – wie in der russischen Geschichtsschreibung lange üblich – die Rolle eines charakterlosen Bösewichtes ein. Der viktorianische Autor Edward Smallwood (1806–1882) führte den „Abenteurer“ Elias Bomelius, der in seiner Heimat als ehrlos gebrandmarkt worden sei, in einem Roman über Iwan den Schrecklichen unter Bezug auf eine Erwähnung bei Nikolai Michailowitsch Karamsin als „a Dutch Jew“ ein.
Jane Richards ist ein Charakter in dem historischen Spionage-Roman Murder in the Queen's Wardrobe. A Mistress Jaffrey Mystery (2025) über die englische Hofdame Mary Hastings (* um 1552; † vor 1589), jüngste Tochter von Francis Hastings, 2nd Earl of Huntingdon (1514–1561), Enkelin von Henry Pole, 1. Baron Montagu und verhinderte Braut („Princess of Hountinsk“, „Empress of Muscovia“) des Zaren Iwan IV. Wassiljewitsch, von Kathy Lynn Emerson.

## Werke
- Heliseus Bomelius: In natalem filii Dei, domini et redemptoris nostri Iesu Christi, Elegia. Wittenberg 1557[38]
- Heliseus Bomelius: De gaudio dominicae resurrectionis carmen heroicum, ad … virum D. Adolphum á Bairs Oliveriū[m][12] … Mecoenatem suum plurimum colendum. Wittenberg 1557[38]
- Eliseus Bomelius Faesulanus: Descriptio horti, illustris ac generosi domini, Dn. Hermanni, Comitis in Moers, Bedbar & Creveldt &c scripta ad D. Iohannem Herman Medicinae & artium Doctorem, gratitudinis ergò. Wittenberg 1559[39]
- Heliseus Bomelius Faesulanus: Nuptialis elegia de sancto coniugii foedere in honorem honesti et costi viri D. Antonij Agricolae[A 6] Noribergensis sponsi, & … virginis AEmyliae Ziglerin[A 7] Witebergensis sponsae. Wittenberg 1559[40]
- (Beiträger mit John Parkhurst und James Calfhill[41]) Eliseus Bomelius: Ad lectorem epigramma In: The worckes of Thomas Becon[A 8], whiche he hath hitherto made and published, with diverse other newe bookes added to the same, heretofore neuer set forth in print, Part I. John Day, London 1560 (Part I–III in einem Band. 1564)
  - (Neuabdruck in:) The Parker Society (Hrsg.): The Early Works of Thomas Becon. The Early Works of Thomas Becon. Being the Treatises Published by Him in the Reign of King Henry VIII. University Press, Cambridge 1843 (Nachdruck: Johnson Reprint, New York 1968), S. 3 (Google-Books).
- Elisaeus Bomelius: A newe almanacke and prognostication for the yere of our Lord God 1567 wherein is declared the right dysposition and state of the whole yeare: concerning the weather, and sicknesse comming thereof: with a prediction of such things as shall follow the terrible eclypse of the sunne this yere appearing,[42] by the example and effecte of the like eclypse scene in the yeare. 1540.[43] Calculated for the meridian of London, to the use of the right honourable and his singuler good Lord, the Lord Lumley, by Elis Bomelius Doctor in Physicke. Drucklizenz von Bischof Edmund Grindal. Henry Bynnyman, London 1567[44] (nicht erhalten)
- Elisaeus Bomelius: An almanacke and pron[os]t[icatio]n of Doctor Bomelius. Nycholas Englonde, London 1568[45] (nicht erhalten)
- (verschollenes Fragment) De utilitate astrologiae. London um 1570[46][36]